# Christian Friedrich Wurm

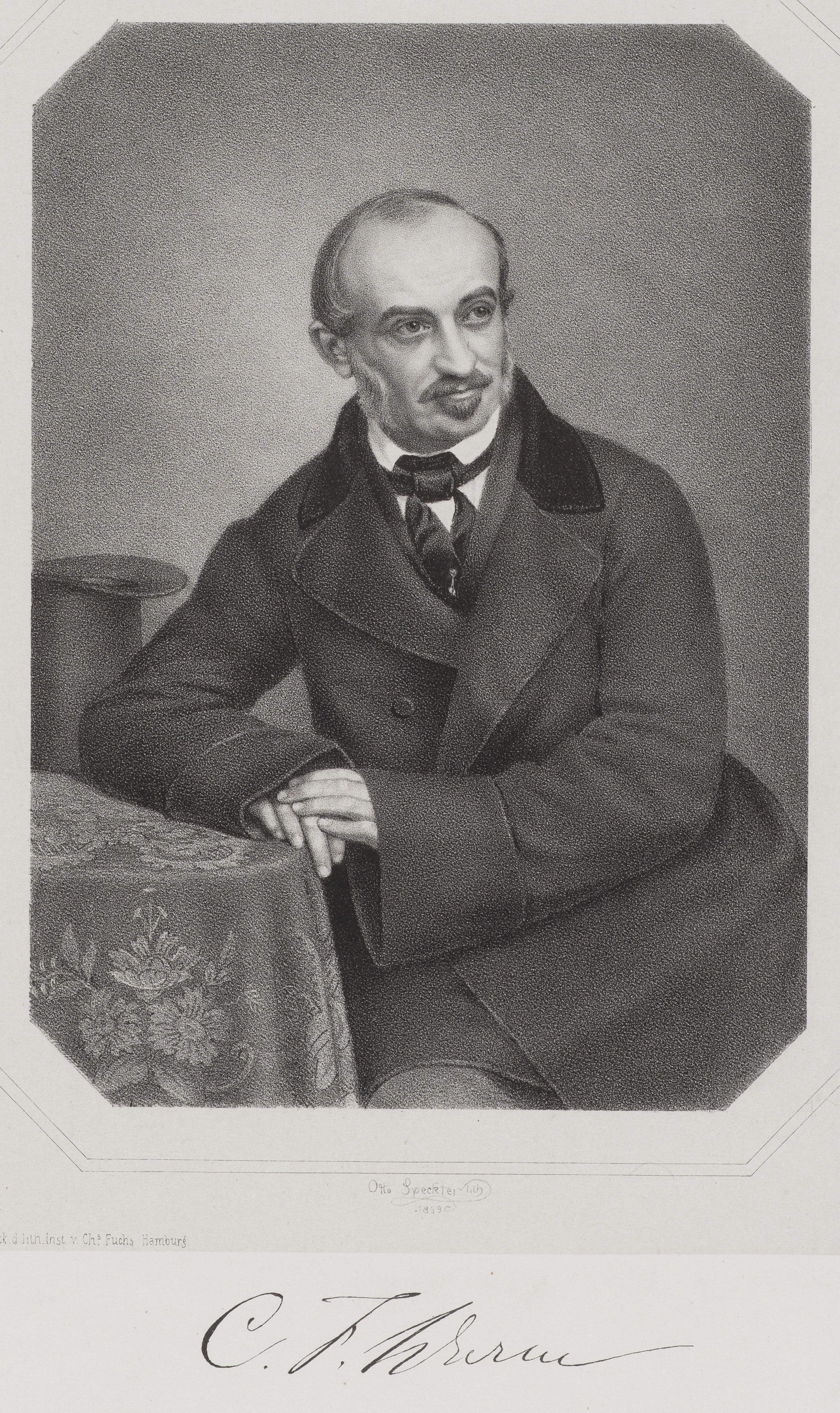
Christian Friedrich Wurm, Lithografie von Otto Speckter

Christian Friedrich Wurm (* 3. April 1803 in Blaubeuren; † 2. Februar 1859 in Reinbek) war ein deutscher Gymnasialprofessor, Historiker, Autor und liberaler Politiker.

## Frühe Jahre
Wurm stammte aus einer bildungsbürgerlichen Familie aus Nürtingen. Er war Sohn von Johann Friedrich Wurm. Er besuchte das Gymnasium in Stuttgart, an dem auch sein Vater lehrte. Seit 1820 studierte er Theologie in Tübingen. Er lebte dort bis 1824 im evangelischen Stift und gehörte seit 1821 der Burschenschaft Germania Tübingen an. Wurm stand in Kontakt mit dem Pädagogen Johann Heinrich Pestalozzi, war bekannt mit Hölderlin und fühlte sich homoerotisch angezogen von Wilhelm Waiblinger.
Er beschäftigte sich u. a. auch mit der klassischen Altertumskunde und verbesserte seine englischen Sprachfähigkeiten. Nach dem Bestehen der theologischen Prüfung entschied er sich für eine Lehrerlaufbahn. Er vertrat zunächst seinen kranken Vater am Gymnasium in Stuttgart und erwarb 1825 den Grad eines Dr. phil. Danach nahm er einen Posten an einer privaten Lehranstalt im englischen Epsom an. Nach einem Jahr ging er nach London und hielt dort Vorträge zur deutschen Literatur. Er war auch Mitarbeiter englischer Zeitungen und machte sich vertraut mit der englischen Politik und Gesellschaft.

## Vormärz
Nach seiner Rückkehr nach Deutschland trat er als Vermittler zur englischen Kultur auf. Seit 1827 lebte Wurm in Hamburg. Dort übernahm er die Redaktion einer englischsprachigen Zeitung. Außerdem gab er zwischen 1830 und 1834 die Kritischen Blätter der Börsenhalle als politisch-literarische Zeitschrift heraus. In seinen politischen Artikeln vertrat er eine gemäßigt liberale Position, aber auch heftige antisemitische Angriffe, zum Beispiel gegen Ludwig Börne. Selbst von der Zensur betroffen, sprach er sich für das Recht auf eine freie Meinungsäußerung aus. In der Hamburger Börsenhalle hielt er zwischen 1830 und 1832 viel beachtete Vorträge über englische Geschichte und Literatur. Er übernahm 1833 die Professur für Geschichte am Akademischen Gymnasium. Er hielt dabei auch beliebte öffentliche Vorlesungen. Daneben widmete er sich historischen Forschungen insbesondere zur Geschichte der Hansestädte. Aber auch darüber hinaus war er vielfach als Autor tätig. Von ihm stammen fast hundert Druckschriften nicht nur zur Geschichte, sondern auch zu seerechtlichen und handelspolitischen Fragen. Er war Mitarbeiter von Zeitungen, Zeitschriften und enzyklopädischen Projekten. Darunter war die Beteiligung am Rotteck-Welckerschen Staatslexikon. Er schrieb unter anderem für die Augsburger Allgemeinen Zeitung, für die Staatswissenschaftliche Zeitschrift oder die Deutsche Vierteljahrsschrift. Im Jahr 1832 heiratete er Hermine Speckter und kam mit deren künstlerisch orientierten Umfeld in Kontakt.
Er beteiligte sich auch an der Hamburger patriotischen Gesellschaft. Zwischen 1842 und 1847 plädierte er in diesem Rahmen für politische Reformen im Stadtstaat. Dabei forderte er schließlich eine repräsentative Verfassung. Er machte auch Vorschläge für Reformen im Bildungswesen und schlug mit anderen die Gründung einer Universität vor. Er sprach sich auch für eine Annäherung der Hansestädte an den deutschen Zollverein aus. Darüber hinaus äußerte er sich auch zur orientalischen Frage und zu Schleswig-Holstein. Auch vor dem Hintergrund dieser außenpolitischen Fragen plädierte er für ein einiges Deutschland. Dabei war der Zollverein für ihn die Vorstufe zu einem auch politisch geeinten Deutschland. Darüber hinaus forderte er etwa auf dem deutschen Germanistentag 1847 ein deutsches Parlament.

## Revolution 1848/49
Nach dem Beginn der Märzrevolution hielt er während einer Versammlung am 1. März eine Rede, in der er die Forderungen von Friedrich Daniel Bassermann nach einem deutschen Parlament begeistert unterstützte. Er gehörte zu einer Gruppe von Männern, die die Hamburger Reformwünsche zusammenfasste. Er gehörte dem Siebenerausschuss des Frankfurter Vorparlaments an. Dort gehörte er der konstitutionellen gemäßigten Richtung an. Bei einem Besuch in Stuttgart wurde er auch dort politisch aktiv und trat als Redner auf. Er wurde im Neckarkreis in die Frankfurter Nationalversammlung gewählt. In Frankfurt gehörte er dem gemäßigten Zentrum (Württemberger Hof, Augsburger Hof) an. Er war Mitglied des Ausschusses für die Priorität der Petitionen und Anträge, des Ausschusses für völkerrechtliche und internationale Fragen sowie des Ausschusses für die Durchführung der Reichsverfassung an. In seinen Reden griff er häufig auf historische Argumente zurück. In seinem Wahlkreis insbesondere in Esslingen wurde seine gemäßigte Haltung zunehmend kritisiert. Rücktrittsforderungen lehnte er ab. Im Parlament war er Gegner einer neuen Phase der Revolution und plädierte für einen starken Nationalstaat. Dabei stand er auf einem kleindeutschen Standpunkt. Österreich sollte nicht mehr dem zu schaffenden Reich angehören, sondern diesem nur noch durch eine Allianz verbunden sein. Er wählte Friedrich Wilhelm IV. zum deutschen Kaiser mit. Daneben gehörte er auch dem deutschen Verein für Handelsfreiheit an.

## Reaktionsära
Nach dem Scheitern der Frankfurter Versammlung setzte er zeitweise auf die preußischen Unionspolitik und nahm 1849 am Gothaer Nachparlament teil. Im Jahr 1850 setzte er sich in London für deutsche Lösung der Schleswig-Holstein Frage ein. Nach 1850 konzentrierte er sich vornehmlich auf seine berufliche Tätigkeit in Hamburg, war als Autor tätig und hielt auch während der Reaktionszeit politische Vorträge. Im Jahr 1854 verfasste er eine Denkschrift für den britischen Premierminister Russel über die Behandlung der neutralen Schifffahrt durch Großbritannien im Krimkrieg. Wurm gehörte seit 1855 dem Gelehrtenausschuss des Germanischen Nationalmuseums in Nürnberg an. Er wurde 1858 auch als Sachverständiger wegen des Zolls bei Stade vor das britische Parlament geladen. Seine Hoffnung auf Verkehrsfreiheit erfüllte sich nicht.

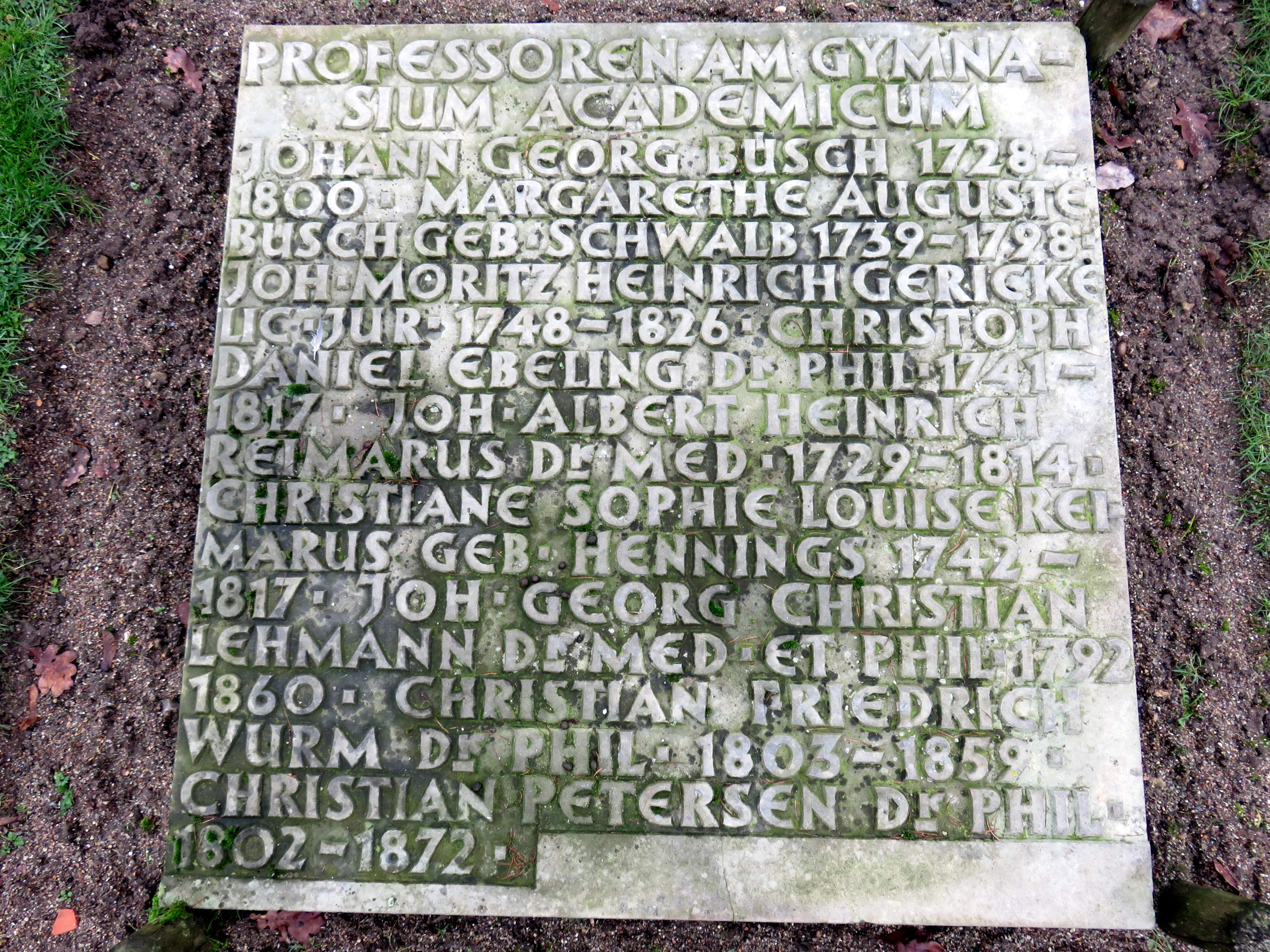
Grabmaltafel Althamburgischer Gedächtnisfriedhof Ohlsdorf

## Ehrungen
In Hamburg befindet sich im Bereich des Ohlsdorfer Althamburgischen Gedächtnisfriedhofs ein Sammelgrabmal („Professoren am Gymnasium Academicum“) zu Ehren von Christian Friedrich Wurm und anderen. Zudem ist der Wurmsweg im Hamburger Stadtteil Hamm nach ihm benannt.

## Werke (Auswahl)
- Das k. hannoversche Patent, die deutschen Stände und der Bundestag. F. A. Brockhaus, Leipzig 1837 (google.de).
- Die Handelspolitik der Hansestädte und die Interessen des deutschen Vaterlandes. Tramburg's Erben, Hamburg 1839, S. 1–32 (google.de).
- Diplomatische Geschichte der orientalischen Frage. Leipzig 1858 (Google Books).
- Von der Neutralität des deutschen Seehandels in Kriegszeiten. Christian Nicolas Pehmöller zur Erinnerung an seine vor 25 Jahren erfolgte Wahl zu Rath. J. A. Meissner, Hamburg 1841 (google.de).
- Zur Geschichte des deutschen Zollvereins: zwei apokryphische Capitel und ein prophetisches. Jena 1841 (Google Books).
- Verfassungs-Skizzen der freien und Hansestädte Lübeck, Bremen und Hamburg. Hamburg 1841.
- Die Diplomatie, das Parlament und der deutsche Bundesstaat. Braunschweig 1849 (Google Books).
- Denkwürdigkeiten des Völkerrechts im dänischen Kriege 1848–1850. In: Zeitschrift für die gesammte Staatswissenschaft, Siebenter Jahrgang, Laupp, Tübingen 1851, S. 282–355 (Google Books).